# 인피니밴드

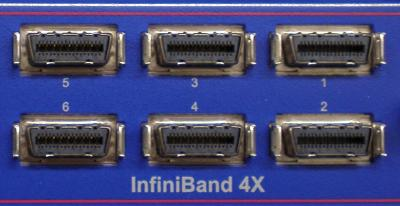
CX4/SFF-8470 단자가 있는 인피니밴드 스위치 패널

인피니밴드(InfiniBand)는 고성능 컴퓨팅과 기업용 데이터 센터에서 사용되는 스위치 방식의 통신 연결 방식이다. 주요 특징으로는 높은 스루풋과 낮은 레이턴시 그리고 높은 안정성과 확장성을 들 수 있다. 컴퓨팅 노드와 스토리지 장비와 같은 고성능 I/O 장비간의 연결에 사용된다. 인피니밴드의 호스트 버스 어댑터와 네트워크 스위치는 멜라녹스와 2012년 1월 Qlogic의 인피니밴드 사업부를 인수한 인텔에서 생산하고 있다. 인피니밴드는 가상 인터페이스 아키텍처(VIA)의 확대 개념이다.

## 설명
|     | SDR       | DDR       | QDR       | FDR-10     | FDR           | EDR        |
| --- | --------- | --------- | --------- | ---------- | ------------- | ---------- |
| 1X  | 2 Gbit/s  | 4 Gbit/s  | 8 Gbit/s  | 10 Gbit/s  | 13.64 Gbit/s  | 25 Gbit/s  |
| 4X  | 8 Gbit/s  | 16 Gbit/s | 32 Gbit/s | 40 Gbit/s  | 54.54 Gbit/s  | 100 Gbit/s |
| 12X | 24 Gbit/s | 48 Gbit/s | 96 Gbit/s | 120 Gbit/s | 163.64 Gbit/s | 300 Gbit/s |

파이버 채널과 PCI 익스프레스 그리고 직렬 ATA등 많은 다른 상호 연결방식과 같이 인피니밴드는 점대점 양방향 직렬 통신이다. 점대점 프로토콜외에도 인피니 밴드는 멀티 캐스트 기능도 지원한다. 시그럴링 속도에는 SDR(single data rate), DDR(double data rate), QDR(quad data rate), FDR(fourteen data rate) 그리고 EDR(Extended Data Rate)이 있다.
SDR은 하나의 연결(레인)당 각 방향에서 2.5 Gbit/s의 속도로 정보를 전송한다. 각각 하나의 레인당 DDR은 5 Gbit/s, QDR은 10 Gbit/s 그리고 FDR은 14.0625 Gbit/s, EDR은 25.78125 Gbit/s의 전송 속도이다.
SDR, DDR 그리고 QDR은 8b/10b 인코딩방식을 사용하지만 FDR 및 EDR은 64b/66b 부호화(encoding)를 사용한다. 8b/10b 부호화 방식은 8비트의 데이터를 10비트로 변환후 데이터를 전송한다. 따라서 SDR, DDR, QDR은 각각 초당 2,4, 8 기가 비트의 유효 데이터를 보낸다. FDR및 EDR은 64비트의 데이터를 66비트 데이터로 보내게 된다.

### 토폴리지
인피니밴드는 전통적인 이더넷 아키텍처와 같은 계층적 스위치 방식의 네트워크와는 반대로 스위치 패브릭 방식의 토폴리지를 사용한다. 모든 전송은 채널 어댑터에서 시작하거나 끝이난다. 각 프로세서는 호스트 채널 어댑터(HCA)를 가지고 있으며 각 주변장치에는 타켓 채널 어댑터(TCA)가 있다. 이러한 어댑터들은 보안및 QoS를 위하여 정보를 교환할 수 있다.

### 메시지
인피니밴드는 메시지로 구성되는 최대 4 KB의 패킷으로 데이터를 전송한다. 메시지들은 아래와 같다.
- 원격노드에서 읽거나 원격노드로 쓰는 직접 메모리 접근(RDMA)
- 채널 송/수신
- 트랜잭션 기반 동작
- 멀티 캐스트 전송
- atomic operation

## 적용
인피니밴드는 오라클 엑사데이터 데이터 베이스 머신, 클라우드 컴퓨팅과 같이 엔터프라이즈 데이터 센터에서 사용된다. 그렇지만 대부분은 고성능 컴퓨팅을 위한 클러스터 구성에서 상호연결을 위한 방법으로 사용된다. 많은 수의 TOP500 슈퍼컴퓨터는 인피니밴드를 사용한다.

## 역사
인피니밴드는 1999년에 경쟁하고 있던 아래 두 가지 기술의 융합으로 만들어졌다.
1. Future I/O, 컴팩과 IBM 그리고 HP에 개발됨
2. Next Generation I/O (ngio), 인텔, 마이크로소프트 그리고 썬마이크로시스템즈에 의해 개발됨

## 같이 보기
- 광케이블
- 광통신
- 장치 대역폭 목록
- InfiniBand Trade Association (IBTA)
- RDMA over Converged Ethernet (RoCE)
- SCSI RDMA 프로토콜 (SRP)
- iSCSI Extensions for RDMA (iSER)
- iWARP